# میرزا غلام احمد

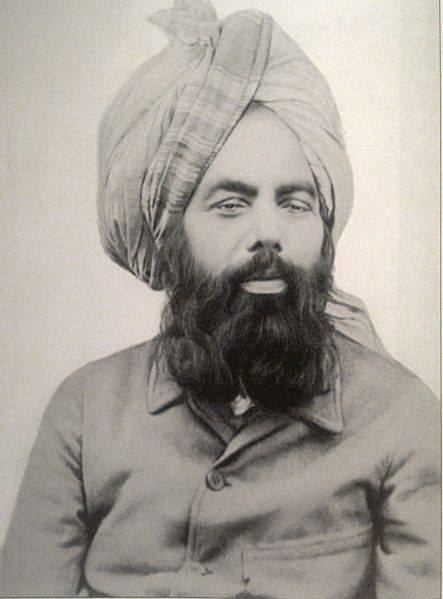
میرزا غلام احمد

میرزا غلام احمد بنیان‌گذار و «مسیح موعود» نزد جماعت احمدیه است. جماعت احمدیه نام فرقه‌ای اسلامی است.

## زندگی
میرزا غلام احمد در سال ۱۸۳۵ در شهر قدیان، هندوستان به دنیا آمد و به فراگیری قرآن و تعلیمات مذهبی پرداخت. در آن سال‌ها وی با پیام آوران مسیحی که اغلب از انگلستان به هندوستان برای مسیحی کردن مردم می‌آمدند به مجادله و بحث می‌پرداخت و از باورهای اسلامی، محمد پیامبر اسلام و قرآن دفاع می‌کرد. بعدها اقدام به انتشار کتابهایی به نام براهین احمدیه کرد که ابتدا شامل تمام بحث‌ها، ادعاها و اعتقاداتش بود.

## ادعاها
در سن ۴۰ سالگی و بعد از مرگ پدر، میرزا غلام احمد ابتدا ادعا کرد که از طرف خداوند مستقیماً مأمور شده است تا اصلاحاتی در دین اسلام به وجود آورد. بعدها ادعا کرد که برگزیده خدا و ناجی بشریت است و در آخر مدعی شد که وی همان مهدی موعود و عیسی مسیح است.

## درگذشت
میرزا غلام احمد در ۲۶ مه سال ۱۹۰۸ بر اثر کهولت سن و ضعف مزاج در منزل پزشک خود سید محمدحسین، در شهر لاهور درگذشت و در قادیان به خاک سپرده شد.
طرفدارانش بعد از مرگ وی حرکت احمدیه لاهور و جماعت مسلمین احمدیه را شکل دادند.